# Foss landskommun
Foss landskommun var en tidigare kommun i dåvarande  Göteborgs och Bohus län.

## Administrativ historik
Den 1 januari 1863, när kommunalförordningarna började tillämpas, skapades över hela riket cirka 2 500 kommuner, varav 89 städer, 8 köpingar och resten landskommuner.
Då inrättades i Foss socken i Tunge härad i Bohuslän denna landskommun.
Vid kommunreformen 1952 uppgick kommunen i Munkedals landskommun som 1971 ombildades till Munkedals kommun.

## Politik

### Mandatfördelning i Foss landskommun 1938-1946
|  | 18 | 2 | 2 | 2 |

| 24 |

|  | 18 | 2 | 2 | 2 |

| 23 |

| 19 | 2 | 3 |  |

| 23 |